# Campus Samambaia da Universidade Federal de Goiás

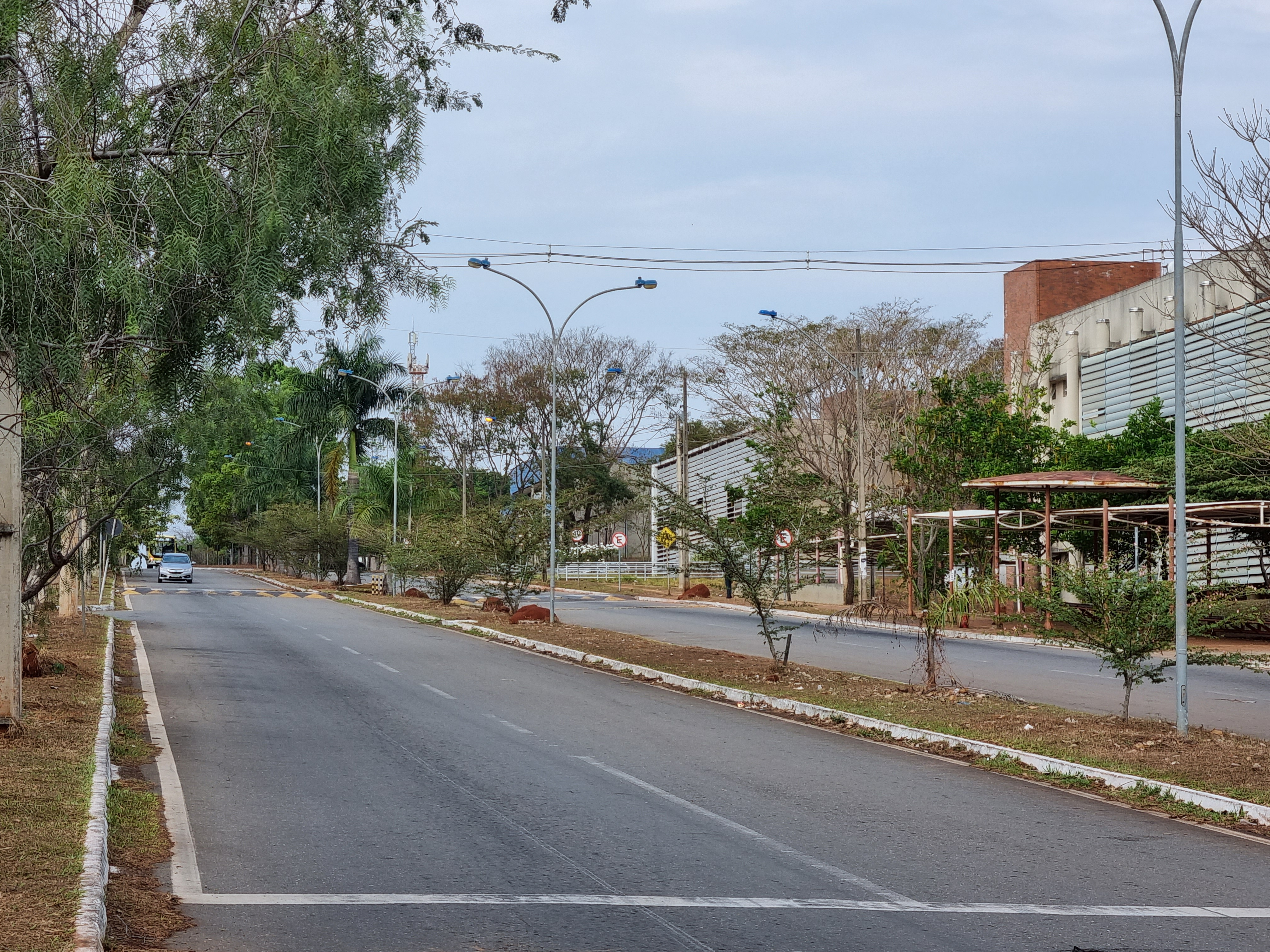
Alameda Palmeiras, no campus Samambaia UFG, em agosto de 2023.

O Campus Samambaia é um dos principais campi da Universidade Federal de Goiás (UFG), inaugurado em 1971.
Localizado em Goiânia, na região norte do município, entre bairros como Itatiaia e Alice Barbosa, é o maior e principal campi da universidade e foi pensado como uma cidade universitária. Sua área corresponde a 4 662 400,00 m².
É no Samambaia também que se localiza a Reitoria da UFG e a maior parte de suas instâncias administrativas. Dentro do Samambaia, também estão presentes outras construções, como agências dos bancos Caixa Econômica Federal, Banco do Brasil e Santander. Mantinha, também, uma unidade dos Correios, fechada em 2019.